# Anabel (pel·lícula)
Anabel és una pel·lícula de terror i misteri de 2015, dirigida per Antonio Trashorras, que al seu torn la va escriure, musicalizada per Miquel Coll, a càrrec de la fotografia va estar Roland de Middel i els protagonistes són Ana de Armas, Rocío León i Enrique Villén. El film va ser realitzat per Norberfilms i Roxbury, es va estrenar l'11 d'octubre de 2015.

## Argument
Anabel i els seus dos companys d'habitació volen trobar a algú més per a dividir el cost de la renda. Trien a un senyor d'edat avançada que es guanya la seva confiança, però al poc temps apareix una presència rara i pertorbadora.

## Repartiment
- Ana de Armas : Cris
- Rocío León : Sandra
- Enrique Villén : Lucio

## Premis
Va guanyar el premi Noves Visions Plus del XLVIII Festival Internacional de Cinema Fantàstic de Catalunya i del premi a la Millor Pel·lícula al festival d'Albacete.